# Liouville–von Neumann-ekvationen
Liouville–von Neumann-ekvationen, eller enbart von Neumann-ekvationen, är en ekvation inom kvantmekaniken som beskriver tidsutvecklingen för ett slutet system, det vill säga ett system som kan beskrivas med en Hamiltonoperator. Ekvationen baserar sig på täthetsmatrisformalismen och är uppkallad efter Joseph Liouville och John von Neumann. Ekvationen är kvantmekanikens motsvarighet till Liouville-ekvationen i klassisk fysik.
Givet en Hamiltonoperator {\displaystyle {\hat {H}}_{S}} i Schrödingerbilden ges tidsutvecklingen för täthetsmatrisen {\displaystyle {\hat {\rho }}_{S}(t)} av von Neumann-ekvationen:
| Liouville–von Neumann-ekvationen {\displaystyle {\frac {d}{dt}}{\hat {\rho }}_{S}(t)=-{\frac {i}{\hbar }}[{\hat {H}}_{S},{\hat {\rho }}_{S}]}. |
I växelverkansbilden, med en Hamiltonoperator {\displaystyle {\hat {H}}_{I}} och täthetsmatris {\displaystyle {\hat {\rho }}_{I}(t)}, ges ekvationen istället av
| Liouville–von Neumann-ekvationen {\displaystyle {\frac {d}{dt}}{\hat {\rho }}_{I}(t)=-{\frac {i}{\hbar }}[{\hat {H}}_{I},{\hat {\rho }}_{I}(t)]} |

## Egenskaper
Tidsutveckling som beskrivs av Liouville–von Neumann-ekvationen är den enklast möjliga. Eftersom ekvationen motsvar en unitär transformation kommer von Neumann-entropin, som ges av {\displaystyle S=-{\text{tr}}\left({\hat {\rho }}{\text{log}}({\hat {\rho }})\right)}, att vara konstant.
Liouville–von Neumann-ekvationen avbildar fysikaliska tillstånd på fysikaliska tillstånd. Den bevarar spåret hos täthetsmatriserna och även deras positivitet. Mer allmänt är Liouville–von Neumann-ekvationen fullständigt positiv och det enklaste exemplet på en kvantoperation.

## Formell lösning
Lösningen till Liouville–von Neumann-ekvationen kan formellt skrivas som
| Formell lösning {\displaystyle {\hat {\rho }}_{S}(t)={\mathcal {U}}(t,t_{0})\rho _{S}(t_{0})=U(t,t_{0}){\hat {\rho }}(t_{0})U^{\dagger }(t,t_{0})}. |
där {\displaystyle U(t,t_{0})} är tidsutvecklingsoperatorn.

## Härledning
Liouville–von Neumann-ekvationen kan härledas direkt ur Schrödingerekvationen {\displaystyle i\hbar {\frac {d}{dt}}|\psi \rangle ={\hat {H}}_{S}|\psi \rangle }. Givet att {\displaystyle {\hat {\rho }}(t)=\sum _{i}p_{i}|\psi _{i}\rangle \langle \psi _{i}|} erhålls
{\displaystyle {\frac {d}{dt}}{\hat {\rho }}(t)={\frac {d}{dt}}\left(\sum _{i}p_{i}|\psi _{i}\rangle \langle \psi _{i}|\right)=\sum _{i}p_{i}{\frac {d}{dt}}\left(|\psi _{i}\rangle \right)\langle \psi _{i}|+\sum _{i}p_{i}|\psi _{i}\rangle {\frac {d}{dt}}\left(\langle \psi _{i}|\right)=\sum _{i}p_{i}\left(-{\frac {i}{\hbar }}H_{S}\right)|\psi _{i}\rangle \langle \psi _{i}|+\sum _{i}p_{i}|\psi _{i}\rangle \langle \psi _{i}|\left({\frac {i}{\hbar }}{\hat {H}}_{S}\right)=-{\frac {i}{\hbar }}[{\hat {H}}_{S},{\hat {\rho }}(t)]}

## Öppna system
För ett öppet kvantsystem {\displaystyle S} gäller inte Liouville–von Neumann-ekvationen. I allmänhet är tidsutvecklingen för ett sådant system inte unitär. Per definition gäller dock att omgivningen {\displaystyle E} tillsammans med systemet utgör ett slutet system. Ekvationen kan därför användas för att beskriva tidsutvecklingen för {\displaystyle S+E}. Om täthetsmatrisen {\displaystyle {\hat {\rho }}_{SE}(t)} beskriver tillståndet för det kombinerade tillståndet, ges tillståndet för systemet {\displaystyle S} av den reducerade täthetsmatrisen {\displaystyle {\hat {\rho }}_{S}(t)={\text{tr}}_{E}(\rho _{SE}(t))}. Eftersom {\displaystyle S+E} är ett slutet system gäller att
{\displaystyle {\frac {d}{dt}}{\hat {\rho }}_{SE}(t)=-{\frac {i}{\hbar }}[{\hat {H}}_{SE},{\hat {\rho }}_{SE}(t)]}
vars formella lösning ges av
{\displaystyle {\hat {\rho }}_{SE}(t)=U(t,t_{0}){\hat {\rho }}_{SE}(t_{0})U^{\dagger }(t,t_{0}).}
Från detta samband fås att
{\displaystyle {\frac {d}{dt}}{\hat {\rho }}_{S}(t)={\text{tr}}_{E}\left(U(t,t_{0}){\hat {\rho }}_{SE}(t_{0})U^{\dagger }(t,t_{0})\right)}
Under antagandet att tillståndet är ett produkttillstånd vid starttiden {\displaystyle t_{0}}, {\displaystyle {\hat {\rho }}_{SE}(t_{0})={\hat {\rho }}_{S}(t_{0})\otimes {\hat {\rho }}_{E}(t_{0})}, ger detta upphov till en kvantoperation:
{\displaystyle {\frac {d}{dt}}{\hat {\rho }}_{S}(t)={\text{tr}}_{E}\left(U(t,t_{0})({\hat {\rho }}_{S}(t_{0})\otimes \rho _{E}(t_{0}))U^{\dagger }(t,t_{0})\right).}
En sådan kvantoperation är fullständigt positiv och kan därför alltid representeras med Krausoperatorer.